# Unknown Horizons
Unknown Horizons (с англ. — «Неведомые горизонты») — свободная компьютерная игра в жанре градостроительный симулятор с элементами стратегии в реальном времени.
Финальный релиз Unknown Horizons ещё не выпущен, игра находится в активной разработке, периодически выпускаются альфа-версии. Первая доступная альфа-версия была выпущена 1 октября 2008. Проект Unknown Horizons принимал участие в Google Summer of Code в 2011 и 2012 годах.

## Игровой процесс
Задача игрока — сбалансированно застроить недавно открытый архипелаг; наладить производство товаров. Поселения генерируют налоги, которые являются основным источником дохода в игре. В благоприятных условиях население растёт и переходит к новой ступени развития. К настоящему времени запланированы 6 уровней, реализовано — 3:
- «Моряки» («Sailors»),
- «Пионеры» («Pioneers»),
- «Поселенцы» («Settlers»).

Остальные уровни — «Граждане» («Citizens»), «Торговцы» («Merchants») и «Аристократы» («Aristocrats») прошли стадию дизайна, но ещё не реализованы в игре.
На каждом уровне становятся доступны новые посторойки.

## Разработка
Unknown Horizons — первый значимый проект на движке Flexible Isometric Free Engine (FIFE), который также находится в стадии разработки. Языком программирования был выбран Python, так как он поддерживается движком FIFE и предоставляет кросс-платформенную независимость. Модели для Unknown Horizons создаются с использованием Blender.
В настоящее время разработка Unknown Horizons сфокусирована на создании игрового контента.